# Henry Heth
Pour les articles homonymes, voir Heth.
Henry « Harry » Heth, né le 16 décembre 1825 à Black Heath dans le comté de Chesterfield et mort le 27 septembre 1899 à Washington, est un officier de carrière de l'armée des États-Unis qui est devenu général dans l'armée des États confédérés pendant la guerre de Sécession.

## Avant la guerre
Henry « Harry » Heth sort diplômé de West Point en 1847. Il est le cousin de George Pickett.

### Guerre de Sécession
Le 17 juin 1861, Heth est promu colonel et est nommé commandant du 45th Virginia Infantry. Heth est impopulaire auprès des paysans des montagnes et est connu pour sa discipline stricte. De son côté, Heth est frustré par l'analphabétisme et le manque de discipline de ses hommes, ainsi que par les actions du général Floyd alors son officier supérieur. Il écrit de John B. Floyd, « j'ai vite découvert que mon chef était incapable du travail qu'il avait entrepris comme que je l'aurais été pour diriger un opéra italien. »
Le 30 avril 1862, on demande au 45th Virginia de contrer rapidement les mouvements de l'Union du brigadier général Jacob D. Cox dans le comté de Giles. Le 10 mai 1862, Heth mène une petite brigade, y compris le 45th Virginia, contre le 23th Ohio, maintenant, sous les ordres de lieutenant colonel Rutherford B. Hayes à Giles Court House, les repoussant hors de ses positions. Heth salue le commandement de Peters, mais quand le régiment est finalement réorganisé quatre jours plus tard, Peters n'est pas élu et quitte le régiment.
Il est généralement blâmé pour sa précipitation lors de la bataille de Gettysburg en envoyant la moitié de sa division dans la ville avant que le reste de l'armée de Virginie du Nord soit bien préparée. Plus tard dans la journée, il réussit à repousser un corps de l'Union, mais avec un nombre élevé de pertes.

## Postérité
Le rôle de Heth est interprété par Warren Burton dans le film Gettysburg (1993).